# سونغ نا
سونغ نا (بالصينية: 宋娜) هي متسابقة بياثل صينية، ولدت في 30 أغسطس 1995.

## وصلات خارجية
- سونغ نا على موقع IBU (الإنجليزية)
- سونغ نا على موقع أوليمبيديا (الإنجليزية)
- سونغ نا على موقع اللجنة الأولمبية الصينية (الإنجليزية)